# گروسوایر
گروسوایر (به آلمانی: Großweier) یک منطقهٔ مسکونی در آلمان است که در آخرن واقع شده‌است. گروسوایر ۱٬۵۱۲ نفر جمعیت دارد.